# Tommaso Minardi

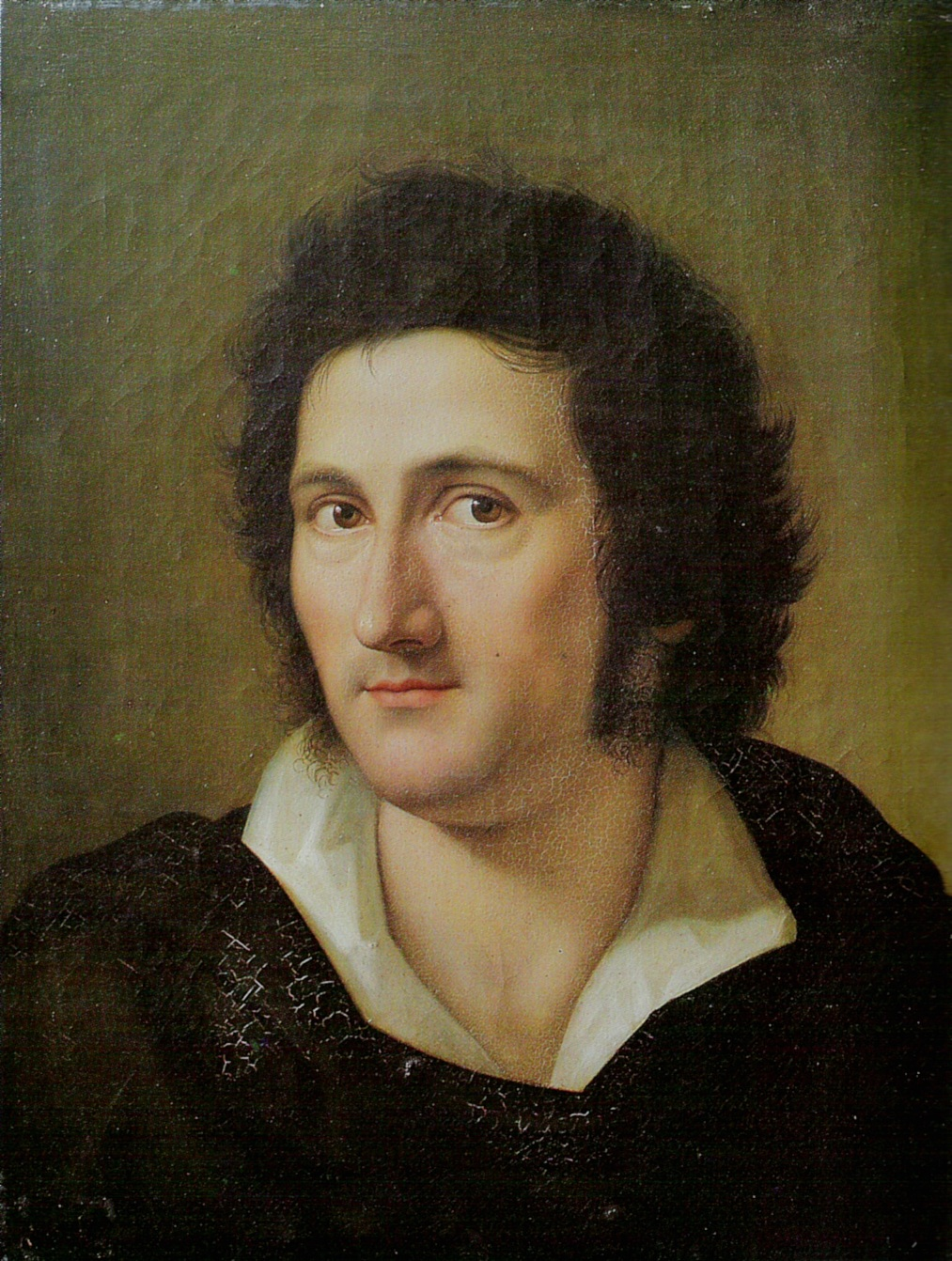
Tommaso Minardi segons Carl Adolf Senff

Tommaso Minardi (Faenza, 4 de desembre de 1787- 12 de gener de 1871) va ser un pintor italià.

## Biografia
El 1800 va començar a estudiar art i disseny, en particular, a l'escola privada de Giuseppe Zauli. El 1803 es va traslladar a Roma per continuar els seus estudis d'art, gràcies a una beca de cinc anys atorgada per la Compagnia di San Gregorio. Una de les obligacions contractuals de la beca era enviar una de les seves obres a Faenza cada any. El 1808 és a Bolonya, on el 1810 va guanyar un concurs creat per l'Accademia de Belles Arts de la ciutat, aconseguint estar pensionat durant tres anys a Roma, on va entrar en contacte amb les personalitats més destacades de la vida artística i política de la ciutat, estudiant a l'Accademia di San Luca.
Es va formar dins l'entorn del neoclassicisme romà, coneixent Felice Giani i Vincenzo Camuccini, però sense comprometre del tot el seu formalisme en favor de la treatralitat llavors en voga. No fou un pintor molt productiu, però si de molta destresa. Va preferir temes literaris i històrics.
Va dedicar part del seu temps a la docència. Entre 1819 i 1822 fou director de l'Acadèmia de Belles Arts de Perusa; entre 1821 i 1858 fou professor de dibuix a l'Acadèmia de Sant Lluc a Roma. El 18299 fou un dels fundadors de la società degli Amatori di Belle Arti. El 1837 fou elegit president de San Luca.
Es poden veure obres seves a diferents galeries de Faenza, Florència i Roma. També a la col·lecció d'art de Forli i a l'Accademia di San Luca de Roma. Al fons del Museu Nacional d'Art de Catalunya es conserven un dibuix seu provinent de la col·lecció de Raimon Casellas.